# Quetzalapa (Huitzuco)
Quetzalapa es una de las 49 localidades que integran el municipio de Huitzuco de los Figueroa en el estado de Guerrero. Esta población, además de dedicarse a actividades como la agricultura y ganadería, se da la elaboración de diversos productos derivados de la leche y la producción de agave mezcalero y mezcal.
Quetzalapa se localiza en las coordenadas 18°20′N 99°11′O / 18.333, -99.183 y tiene una altitud de 920 m s. n. m.

## Demografía

### Población
Según el II Conteo de Población y Vivienda, efectuado por el Instituto Nacional de Estadística y Geografía en 2005, la población de Quetazalapa tenía un total de 808 habitantes, de los cuales, 377 eran hombres y 431 eran mujeres.

## Actividad económica
La población destaca por la crianza de ganado lechero como: suizo, holstein y jersey, así como ejemplares de cebú utilizados para la producción de carne, también toros de lidia de los cuales muchos de estos ejemplares son utilizados en los eventos taurinos de las tradicionales fiestas del pueblo que se festejan el 6 de enero de todos los años con motivo de la visita de los reyes magos a la sagrada familia. También destacan en la crianza de ovinos, de los cuales los más abundantes son la raza: pelibuey y doper, así como de hermosos ejemplares de ganado caballar. En el ámbito agrícola, el cultivo predominante son las cosechas de sorgo y maíz, aunque se pueden encontrar huertos de hortalizas y grandes terrazas sembradas de pasto llanero para el abasto del ganado.
Quetzalapa es una de las comunidades más desarrolladas del municipio de Huitzuco de los figueroa, al contar con una elegante parroquia, un zócalo, una plaza cívica, una biblioteca, una cancha de voleibol, una de básquetbol techada y una de fútbol soccer, una clínica rural, así como también un preescolar, una primaria y una secundaria, una represa de tamaño medio así como un pequeño lago artificial además claro de la monumental plaza de toros de la comunidad.
A finales del siglo pasado la comunidad tomó fama como uno de los principales puntos de crianza y comercialización de ganado vacuno y caballar en toda la región norte de Guerrero así como en el estado de Morelos, esto fue logrado gracias a los ganaderos Juan Toledo "Juan Mangas" (D.E.P) , Jesus Toledo "El Tuzo", Filemón Toledo (D.E.P), Neo Toledo, Enedino Toledo (D.E.P) y Jesús Toledo. quienes lograron entablar las relaciones de amistad principalmente con las comunidades de yecapixpla Jojutla, Tlaquiltenango y Tilzapotla Morelos, cuya última comunidad tiene una relación tan grande con Quetzalapa que todos los años es invitada de honor en las fiestas tradicionales del pueblo y viceversa.

## Festejos y tradiciones
Entre los eventos de importancia que destacan en la comunidad están los festejos al militar Ambrosio Figueroa Mata y familia, originarios de la comunidad por su destacada presencia en la revolución mexicana en el sur del país.
La tradicional fiesta de reyes, la cual inicia el 6 de enero con eventos religiosos: misas y procesiones así como la quema de un castillo de pirotecnia, danzas y toritos de juegos pirotécnicos, todo amenizado con música de viento y mariachi, suele extenderse por espacio de dos semanas con eventos taurinos (jaripeos, corridas y charreadas) y culturales, cabe mencionar que todos los días con eventos taurinos la comunidad hace una comida para los invitados de honor de ese día, esto sin contar las comidas que miembros de la comunidad hacen de manera particular para recibir familiares y amigos que vengan de otras comunidades durante estos festejos.
También están los festejos al santo patrón del pueblo San Antonio de Padua el 13 de junio de todos los años, la cual consiste en una misa y procesiones amenizadas con mariachi y música de viento, al finalizar los eventos religiosos se suele seguir el festejo con algún espectáculo taurino y/o eventos culturales donde las ciudadanos del pueblo se reúnen para convivir.